# Chondroscaphe chestertonii
Chondroscaphe chestertonii là một loài thực vật có hoa trong họ Lan. Loài này được (Rchb.f.) Senghas & G.Gerlach mô tả khoa học đầu tiên năm 1993.